# Nagara Rimba Nusa
Nagara Rimba Nusa is het ontwerp voor Nusantara, de geplande stad die de hoofdstad van Indonesië moet worden. 

## Achtergrond
Indonesië is sinds 1949 een onafhankelijke republiek met Jakarta als hoofdstad. De miljoenenstad op het eiland Java is naast het politieke tevens het economische en culturele centrum van het land. Door de grote bevolkingsdichtheid, bedrijvigheid en uitgebreide bebouwing heeft de metropool in de loop der decennia met grote problemen te kampen gekregen, waaronder verkeerscongesties, smog en vooral verzakking. Daarom zijn er steeds meer stemmen opgegaan om het regeringscentrum te verplaatsen. Een oudere en meer symbolische reden voor een verplaatsing is dat de locatie van de hoofdstad een erfenis is van koloniale besturen die er gevestigd waren. Zo heette de stad (voorheen Sunda Kelapa en  Jacatra) van 1619 tot 1942 Batavia, dat respectievelijk het hoofdkwartier van de VOC in Azië en de hoofdstad van Nederlands-Indië was.

## Locatie
De in 2014 aangetreden regering-Widodo maakte in april 2019 het besluit bekend om een nieuwe bestuurlijke hoofdstad aan te wijzen. In augustus dat jaar werd bekendgemaakt dat deze wordt gevestigd in het oosten van de provincie Oost-Kalimantan op het eiland Borneo, op de grens van de districten Penajam Paser Utara en Kutai Kartanegara, ten noorden van Balikpapan, de grootste stad van de provincie. Studies zouden hebben uitgewezen dat de uitgekozen locatie de meest gunstige is, onder meer omdat de kans op aardbevingen daar gering is. Ook is het gebied (tot nu toe) minder bevolkt en ligt het centraler in het land. Jakarta blijft wel het zakencentrum van Indonesië.

## Ontwerp
Er werd een wedstrijd uitgeschreven om ontwerpen in te dienen. Er werden ruim 750 ontwerpen ingestuurd. De winnaar werd op 23 december 2019 bekendgemaakt: het ontwerp van het Indonesische architectenbureau URBAN+ met de naam Nagara Rimba Nusa, wat vertaald kan worden met "Oerwoudarchipel" (de uiteindelijke naam van de stad moet overigens nog gekozen worden). De kern van de nieuwe hoofdstad beslaat zo'n 5.600 hectare. De regering-Widodo zei begin 2020 te verwachten dat de stad in 2024 gebouwd zou zijn. Kort daarop brak echter de coronapandemie uit, waarvan de verwachting werd uitgesproken dat die voor vertraging zou zorgen.
Op 18 januari 2022 ging het Indonesische parlement akkoord met het plan om de nieuwe hoofdstad te stichten, die de naam Nusantara zou krijgen. Minister Suharso Monoarfa van Nationale Ontwikkelingsplanning, had die naam een dag eerder onthuld. 